# Changling, Songyuan
Changling är ett härad som lyder under Songyuans stad på prefekturnivå i Jilin-provinsen i nordöstra Kina. Det ligger omkring 110 kilometer väster om provinshuvudstaden Changchun.